# أوكتيفيا الصغرى
أوكتيفيا الصغرى (باللاتينية: Octavia Minor) (69 - 11 ق.م) كانت أخت أول أباطرة روما أغسطس (المعروف أيضاً بأوكتيفيان)، وأخت أوكتيفيا الكبرى، ورابع زوجات ماركوس أنطونيوس، كما أنها جدة جدة الإمبراطور كاليغولا والإمبراطورة أغريبينا الصغرى، وتشمل ذريتها البعيدة الإمبراطورَين كلوديوس ونيرون.
كانت أوكتيفيا الصغرى إحدى أشهر وأبرز النساء في تاريخ روما القديمة، فقد احترمها الشعب وأكنَّ لها تقديراً عظيماً لولائها ونبلها وإنسانيَّتها بالتعامل مع العامة، فضلاً عن اهتمامها بمكانة المرأة الرومانية.

## حياتها

### طفولتها
كانت أوكتيفيا الأخت الشقيقة للإمبراطور أغسطس، والابنة الوحيدة التي أنجبها غايوس أوكتافيوس من زواجه الثاني الذي كان بِآتيا بالبا كيسونيا (بنت أخت يوليوس قيصر). وُلدت في نولا (التابعة لإيطاليا حاليا). مات أبوها، الذي كان حاكما وعضوا بمجلس الشيوخ الروماني، ميتة طبيعية في 59 قبل الميلاد. تزوجت أمها لاحقا لوسيوس مارسيوس فيليبوس. قضت أوكتيفيا معظم طفولتها في الترحال مع أبيها وأمها. كان مارسيوس مسؤولا عن تعليمها هي وأخيها أغسطس. 

### زواجها الأول
قبل 54 ق.م. جهّزها زوج أمها لتتزوج غايوس كلاوديوس مارسيلوس الأصغر. كان لمارسيلوس رتبة قنصلية، فكان يُعد كفئا لأوكتيفيا، وصار قنصلا في 50 قبل الميلاد، وكان أيضا من الأسرة الكلاودية صاحبة السلطة والنفوذ، إذ كان من نسل ماركوس كلاوديوس مارسيليوس، المشهور بقيادته أثناء الحرب البونيقية الثانية. قيل إن قيصر (خال أمها) كان في 54 ق.م. حريصا على تطليقها من زوجها، لتتزوج بومبيوس الذي كان طلَّق من توّه زوجته جوليا (بنت يوليوس قيصر، أي بنت خال أوكتيفيا) كان الزوجان كارهين الطلاق، فأسقط بومبيوس عرضه وتزوج كورنيليا ميتِلا بدلا منها. من أجل ذلك واصل زوج أوكتيفيا معارضة يوليوس قيصر، حتى في سنة تَقنصُله الحاسمة التي كانت 50 قبل الميلاد.
اندلعت حرب أهلية بعدما غزا قيصر إيطاليا من بلاد الغال في 49 قبل الميلاد. وكان مارسيلوس صديقا لشيشرون، وكان في البداية معارضا ليوليوس قيصر حين غزا إيطاليا، لكنه لم يرفع الأسلحة على خال أم زوجته في معركة فارسالوس، وعفا عنه يوليوس في نهاية المطاف. في 47 تشفَّع إلى قيصر لابن عمه (كان يحمل نفس اسم مارسيلوس، وكان قنصلا أيضا فيما سبق) الذي كان منفيًّا حينئذ. يُفترض أن أوكتيفيا واصلت العيش مع زوجها من بدء زواجهم (حين كانت سِنها 15 تقريبا) إلى موته (حين كانت 29 تقريبا). أنجبا 3 أولاد: كلوديا مارسيلا الكبرى، وكلوديا مارسيلا الصغرى، وماركوس كلاوديوس مارسيلوس. وُلدوا كلهم في إيطاليا. مات زوجها مارسيلوس في مايو من عام 40 قبل الميلاد.

### زواجها الثاني
تزوجت مارك أنطوني في أكتوبر 40، بمرسوم من مجلس الشيوخ، فصارت بذلك رابعة زوجاته (بُعَيد موت زوجته الثالثة فولفيا). كان لا بد لهذا الزواج من مرسوم من مجلس الشيوخ، لأنها كانت حاملا من زواجها السابق. كانت دوافع هذا الزواج سياسية، إذ كان محاولة لتوطيد التحالف المتزعزع بين مارك وأخيها أوكتيفيان. لكن الظاهر مع هذا أن أوكتيفيا كانت وفية مخلصة لأنطوني. بين 40-36 قبل الميلاد سافرت معه إلى مقاطعات شتى، وعاشت معه في قصره الأَثيني، حيث ربت أولادها من مارسيلوس مع بنتَيْها اللتين أنجبتهما هنالك من أنطوني: أنطونيا الكبرى وأنطونيا الصغرى.

### الانفصال
تعرض التحالف لمحنة كبيرة حين هجر أنطوني أوكتيفيا وأولادهما إلى عشيقته السابقة كليوباترا السابعة ملكة مصر (كان التَقاها في 41، ونتج عن لقائهما أن حملت توأمين ذكرًا وأنثى). بعد 36 عادت أوكتيفيا إلى روما مع ابنتيها من زواجها الثاني. لعبت في عدة مناسبات دور المستشارة السياسية والمفاوِضة بين زوجها وأخيها، ففي ربيع 37 مثلا، حين كانت تحمل ابنتها أنطونيا الصغرى، لعبت دورا حاسما في صفقة أسلحة عُقدت في تارانتو، واتفق فيها أنطوني وأغسطس على التعاون في حملتَيْهما الفرثية والصِّقِلية. من أجل ذلك احتُفي بها وقيل عنها «أعجوبة من أعاجيب النساء». طلق مارك أنطوني أوكتيفيا في 32 قبل الميلاد. في 35 كان أنطوني قد عانى من حملة كارثية في الإمبراطورية الفرثية، فجلبت أوكتيفيا إلى أثينا مالًا وزادا وقوات جديدة. هنالك ترك لها أنطوني خطابا يأمرها فيه بالتوقف. بعد رفض أنطوني وطلاقهما وانتحاره أخيرا في عام 30، صارت أوكتيفيا الوصية الوحيدة على بنتيهما، وعلى أولاده من فولفيا وكليوباترا:
- يوليوس أنطونيوس (فولفيا)،
- ألكسندر هيليوس (كليوباترا)،
- كليوباترا سيليني الثانية (كليوباترا)،
- بطليموس فيلادلفوس (كليوباترا).

لم يكن لأوكتيفيا زواج ثالث.

### حياتها لاحقا
في 35 قبل الميلاد منح أغسطس أوكتيفيا وزوجته ليفيا تشريفات وامتيازات لم تُمنحها من قبلهما أي امرأة رومانية. منحهما امتياز «القداسة»، أي حُظرت إهانتهما قانونيا، وإن كانت إهانة لفظية. وهذا امتياز كان مقصورا قبلئذ على الأطربونات. وأسقط عنهما «فرض الوصاية»، وهي وصاية ذكورية كانت تُفرض على كل نساء روما عدا عذارى فستال، أي صار بوسعهما إدارة شؤونهما المالية بحُرية. وأخيرا صارتا أول امرأتين في روما تُنصب لهما تماثيل ورسومات في مختلف الأماكن العامة، ولم يسبقهما إلى هذا الامتياز إلا كورنيليا أم الأخوين الغراتشيَّيْن. دائما ما كانت أوكتيفيا تَظهر بتسريحة «نودوس» التي كانت تُعد حينئذ تسريحة المحافظين المبجَّلين، وكانت تظهر بها نساء من مختلف الطبقات.
وَلِع أغسطس بابنها مارسيلوس، وإن لم يتبناه. عندما مات مارسيلوس من مرضه في 23 قبل الميلاد، صُعق أغسطس، واكتأبت أوكتيفيا اكتئابا لا يكاد يُرى له حد. 
يُرجح أنها لم تخرج سالِمة من فاجعة ابنها، إذ اعتزلت الحياة العامة كلها إلا المناسبات المهمة. المصدر الأهم لهذه المعلومة هو خطاب سينيكا «تعازٍ إلى مارسيا»، لكن يُحتمل أنه بالغ وخرج عن جادّة الواقع لاستعراض قدرته البلاغية. طعن بعضهم في كلام سينيكا، لأن أوكتيفيا افتتحت علنًا «مكتبة مارسيلوس» تكريما لذكراه، في حين كَرّم أخوها ذكراه بإكمال تشييد «مسرح مارسيلوس». ومن المعلوم أن أوكتيفيا شهدت كلا الاحتفالين، وحفل «آرا باسيس» الذي أقيم ترحيبا بعودة أخيها من المقاطعات في عام 13 قبل الميلاد. واستُشيرت في زواج جوليا (أرملة مارسيلوس) بأغريبا –بل قيل إنها نصحت به– بعد انتهاء حدادها على مارسيلوس. كان على أغريبا تطليق بنت أوكتيفيا «كلوديا مارسيلا الكبرى» ليستطيع الزواج بجوليا، ولذا كان أغسطس آمِلًا في تأييد أوكتيفيا. 

### موتها
ماتت أوكتيفيا ميتة طبيعية. قال المؤرخ سويتونيوس إنها ماتت في سنة الإمبراطور أغسطس الرابعة والخمسين، أي في 11 ق.م. بالعدّ الروماني الشامل. كانت جنازتها جنازة عامة، ودُفنت في قبرها بـ «ضريح أغسطس». ألقى دروسوس خطابا جنائزيا من على منصة روسترو، وألقى أغسطس الخطاب الثاني، ومنحها أعلى تشريفات ما بعد الوفاة (كتشييد «بوابة أوكتيفيا» و«رواق أوكتيفيا» تكريما لذكراها). وجعل أيضا مجلس الشيوخ يعلنها إلهةً. لكنه رفض لأسباب مجهولة تشريفات أخرى خصها بها مجلس الشيوخ. كانت من أُوَل النساء الرومانيات اللائي سُكَّت عُملات تحمل صورهن، فلم تسبقها إلا فولفيا زوجة أنطوني السابقة.